# ویکتوری چیمس (قایق دو دگلی)
ویکتوری چیمس (قایق دو دگلی) (به انگلیسی: Victory Chimes (schooner)) یک کشتی است که طول آن ۱۲۷٫۵ فوت (۳۸٫۹ متر) می‌باشد. این کشتی در سال ۱۹۰۰ ساخته شد.